# Tuberaleyrodes
Tuberaleyrodes es un género de hemíptero de la familia Aleyrodidae, subfamilia: Aleyrodinae.

## Especies
Las especies de este género son:
- Tuberaleyrodes bobuae Takahashi, 1934
- Tuberaleyrodes machili Takahashi, 1932
- Tuberaleyrodes neolitseae Young, 1944
- Tuberaleyrodes rambutana Takahashi, 1955
- Tuberaleyrodes spiniferosa (Corbett, 1933)